# 波利尼西亚人
波利尼西亚人是大洋洲波利尼西亚群岛一系列族群的总称。他们是南岛人的一支，使用波利尼西亚诸语言，居住在波利尼西亚，即北至夏威夷群岛，东南至复活节岛，西南至新西兰群岛的三角形区域中。
波利尼西亚人以其出色的航海技术而闻名，他们乘着独木舟抵达了太平洋最偏远的角落，使得人类得以在夏威夷、復活節島、新西兰等偏远岛屿上定居。波利尼西亚人通过其古老的航海技术实现了这些壮举，包括观测星象、洋流、云层以及鸟类的活动。这些技艺代代相传，至今仍在延续。

## 起源

波利尼西亚人在太平洋地区按照波利尼西亚三角扩张。

关于南岛民族的起源及扩张过程有着多种假说，其中最广为接受的是：公元前3000年至公元前1000年间，现代南岛民族起源于从台湾向外的迁徙中。他们借助雙體船、支腿独木舟和蟹爪帆等相对先进的航海技术，迅速在印度洋和太平洋島嶼上扩张。同时，他们也是人类历史上首批利用船只跨越广阔海域的的群体。
波利尼西亚人，包括萨摩亚人、汤加人、纽埃人、庫克群島毛利人、塔希提人、夏威夷人、马克萨斯人和新西兰毛利人，是南岛民族的一支。他们与台湾原住民、海洋东南亚人、密克罗尼西亚人及马达加斯加人有着共同的起源。这一观点得到了基因學、语言学与考古学的支持。

南岛民族的扩张时间线。

尽管一些已被否定的假说仍有一定影响力，例如托尔·海尔达尔认为波利尼西亚人是“留着胡子的白人”的后裔，他们乘坐原始木筏从南美洲航行而来。但目前更普遍的观点认为，波利尼西亚人起源于南岛民族在美拉尼西亚群岛的一支迁徙分支。
波利尼西亚人的直接祖先被认为是处于新石器时代的拉皮塔人。这一文化大约在公元前1500年于美拉尼西亚群岛和密克罗尼西亚兴起，由南岛民族迁徙交汇而成：其中一波来自西部的东南亚海岛地区，另一波则是更早期向北迁徙至密克罗尼西亚的南岛民族。拉皮塔文化以陶器齿痕为显著特征。然而，他们的扩张在公元前900年左右时陷入了停滞，当时他们到达了西波利尼西亚的斐濟、萨摩亚和東加等岛屿，这一状况持续了大约1500年。在这段时间里，拉皮塔人失去了制陶技术。直到公元700年左右，他们才重新开始向东迁移，扩张到库克群岛、法屬玻里尼西亞和马克萨斯群岛。随后，他们进一步迁徙：在公元约900年到达了夏威夷，公元1000年到达复活节岛，最终在公元1200年到达新西兰。

### 基因研究

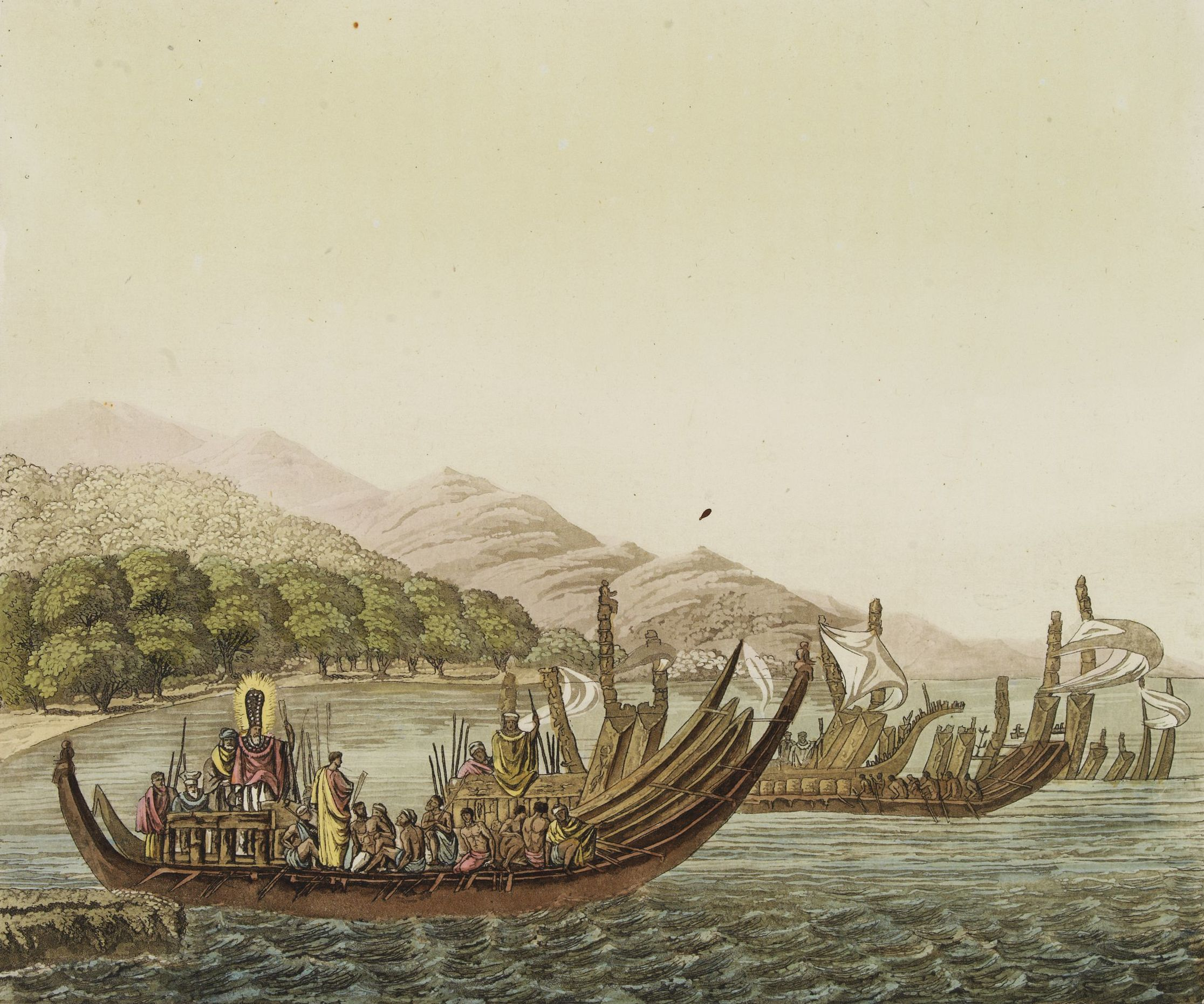
塔希提双体独木舟，绘制于1827年。

2008年，凯瑟尔（Kayser）等人的研究表明，波利尼西亚人的常染色体基因库中，只有21%拥有澳洲-美拉尼西亚血统，而其余的79%则具有南岛血统。弗里德兰德（Friedlaender）等人在同年的另一项研究也证实，波利尼西亚人在基因上更接近密克罗尼西亚人、台湾原住民及东南亚岛民。研究推断，波利尼西亚人在迁徙过程中快速经过了美拉尼西亚，因而南岛人与当地巴布亚人的基因混合非常有限。
一个研究小组通过研究线粒体DNA提出，波利尼西亚人的起源可能更为古老，可追溯至巽他古陆。利兹大学的一项研究对“出台湾假说”提出了质疑。研究发现，一些基因在东南亚岛屿地区的演化时间比之前的认知更长，波利尼西亚人的祖先至少在6,000至8,000年前就已经抵达了巴布亚新几内亚的俾斯麦群岛。
2014年，利普森（Lipson）等人通过全基因组数据支持了凯瑟尔等人的结论。研究表明，现代波利尼西亚人与澳洲-美拉尼西亚人的基因混合程度低于位于美拉尼西亚的南岛人。然而，无论是波利尼西亚人还是除台湾以外的南岛人都显示出了一定程度的基因混合，表明新石器时代迁徙的南岛移民与早期旧石器时代的澳洲-美拉尼西亚原住民在东南亚岛屿地区及美拉尼西亚发生过不同程度的通婚与基因交流。
2016年及2017年的研究同样支持来自台湾或菲律宾北部的拉皮塔人绕过了新几内亚的观点。现代波利尼西亚人（以及美拉尼西亚人）与澳洲-美拉尼西亚人的通婚与基因混合，是于他们在東加和瓦努阿图定居之后才发生的。
2020年，一项研究发现，波利尼西亚人与南美原住民在公元约1200年时有过接触，这比欧洲人早了几个世纪。

## 民族
波利尼西亚人生活在波利尼西亚、美国等地区。他們按照不同族群及文化大致分组如下：毛利人、萨摩亚人、夏威夷人、塔希提人、罗图马人、東加人、莫里奧里人、托克劳人、拉帕努伊人、庫克群島毛利人、纽埃人、图瓦卢人、土阿莫土人、马克萨斯人、生活在南方群岛的人、生活在甘比爾群島的人、生活在瓦利斯和富圖納的人及生活在玻里尼西亞域外點的人。

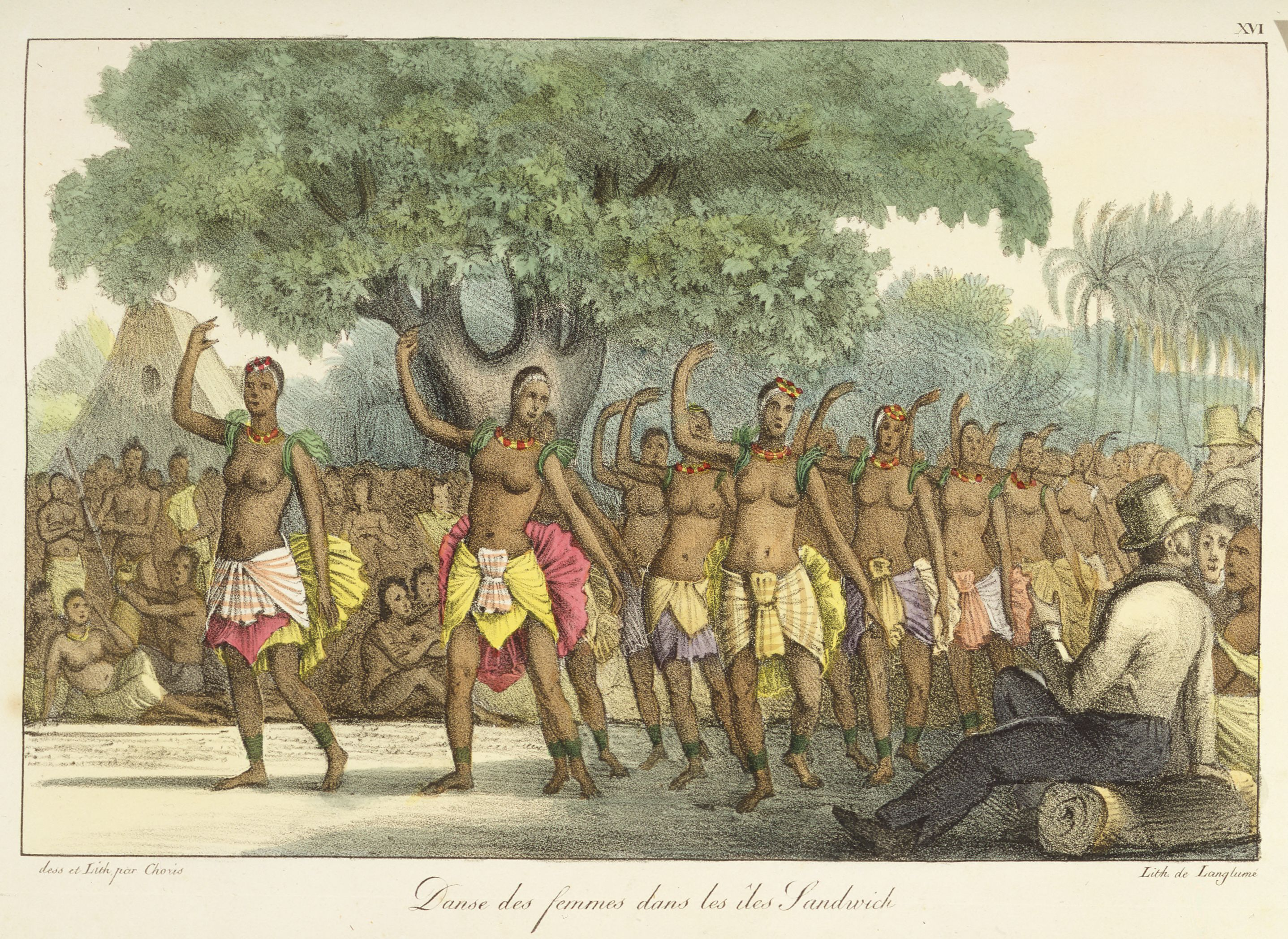
夏威夷人
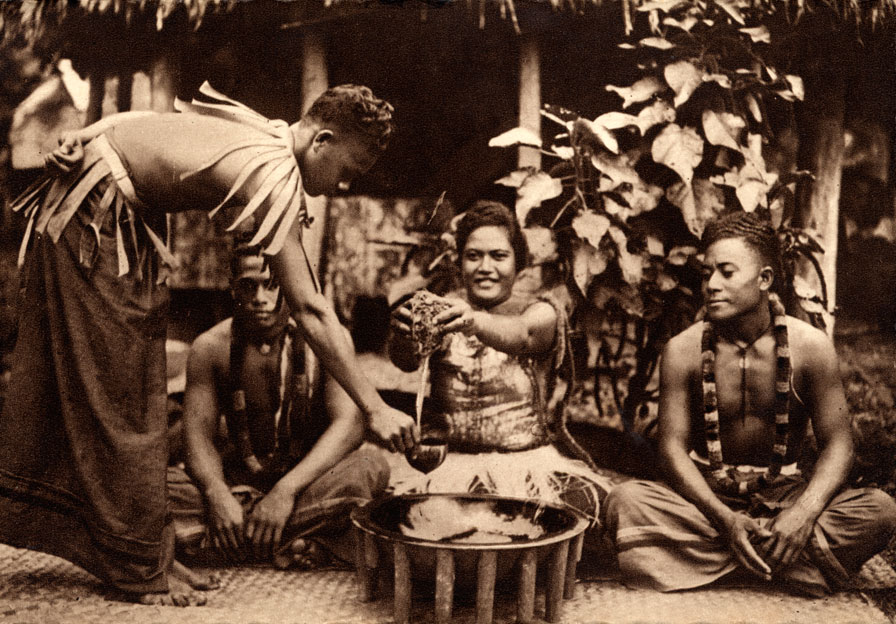
萨摩亚人
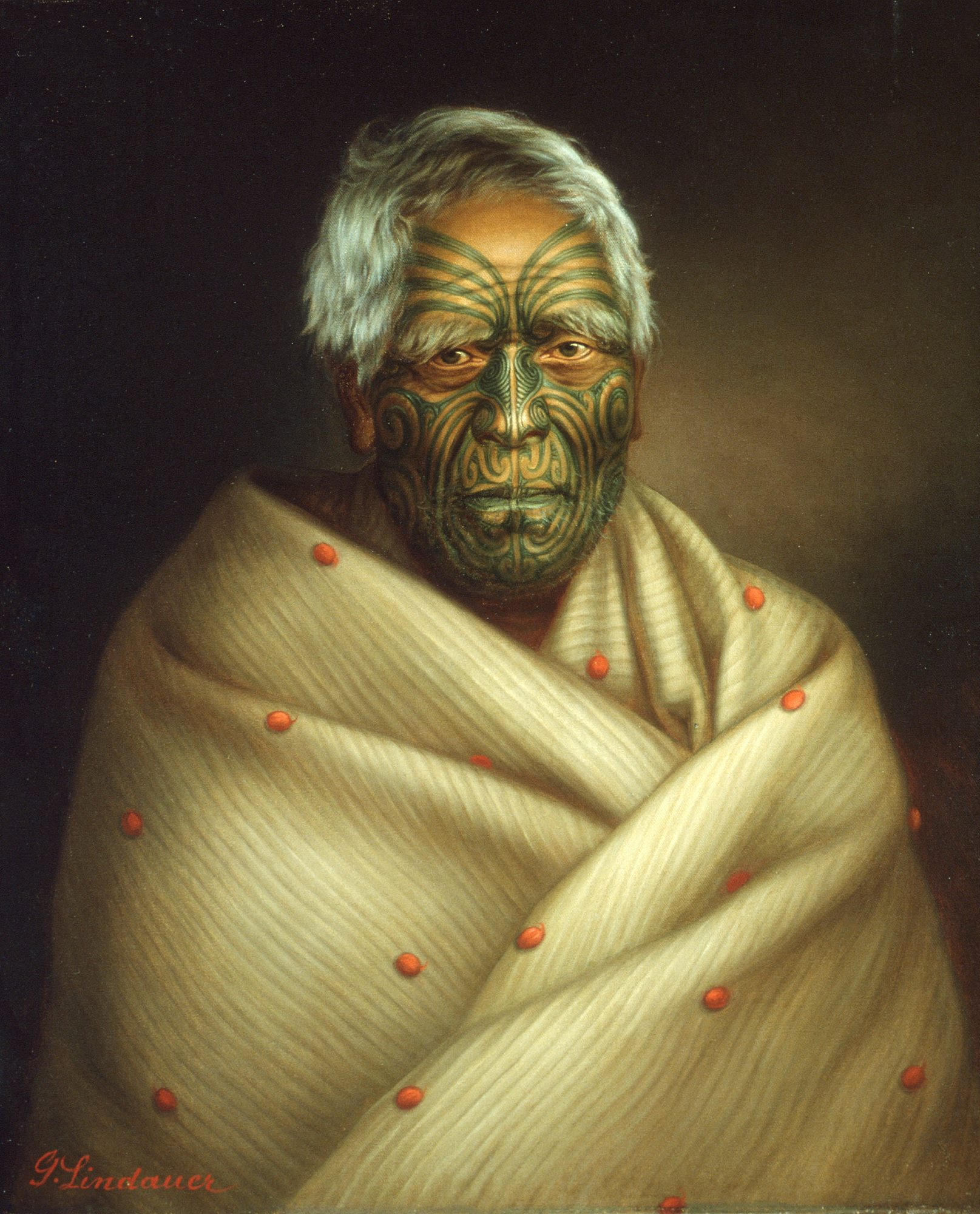
毛利人